# 沃倫維爾 (伊利諾伊州)
沃倫維爾（英語：Warrenville）是一個位於美國伊利諾伊州杜佩奇縣的城市。

## 地理
沃倫維爾的座標為41°49′35″N 87°11′22″W / 41.82639°N 87.18944°W，而該地的平均海拔高度為213米（即699英尺）。

## 人口
根據2010年美國人口普查的數據，沃倫維爾的面積為14.45平方千米，當中陸地面積為14.05平方千米，而水域面積為0.40平方千米。當地共有人口13140人，而人口密度為每平方千米909.34人。